# Asplenosorus × inexpectatus
Asplenosorus × inexpectatus là một loài dương xỉ trong họ Aspleniaceae. Loài này được E.L. Braun ex Friesen mô tả khoa học đầu tiên năm 1940.